# Lingeard
Lingeard é uma comuna francesa na região administrativa da Normandia, no departamento Mancha. Estende-se por uma área de 3,59 km². Em 2010 a comuna tinha 85 habitantes (densidade: 23,7 hab./km²).